# Theope fayneli
Theope fayneli is een vlindersoort uit de familie van de prachtvlinders (Riodinidae), onderfamilie Riodininae.
Theope fayneli werd in 2002 beschreven door Gallard.